# (2804) Yrjö
(2804) Yrjö – planetoida z grupy pasa głównego asteroid okrążająca Słońce w ciągu 5 lat i 89 dni w średniej odległości 3,02 j.a. Została odkryta 19 kwietnia 1941 roku w Obserwatorium Iso-Heikkilä w Turku przez Liisi Otermę. Nazwa planetoidy pochodzi od Yrjö Väisälä (1891-1971), fińskiego astronoma, brata Vilho Väisälä. Przed jej nadaniem planetoida nosiła oznaczenie tymczasowe (2804) 1941 HF.